# Dorothée Pousséo

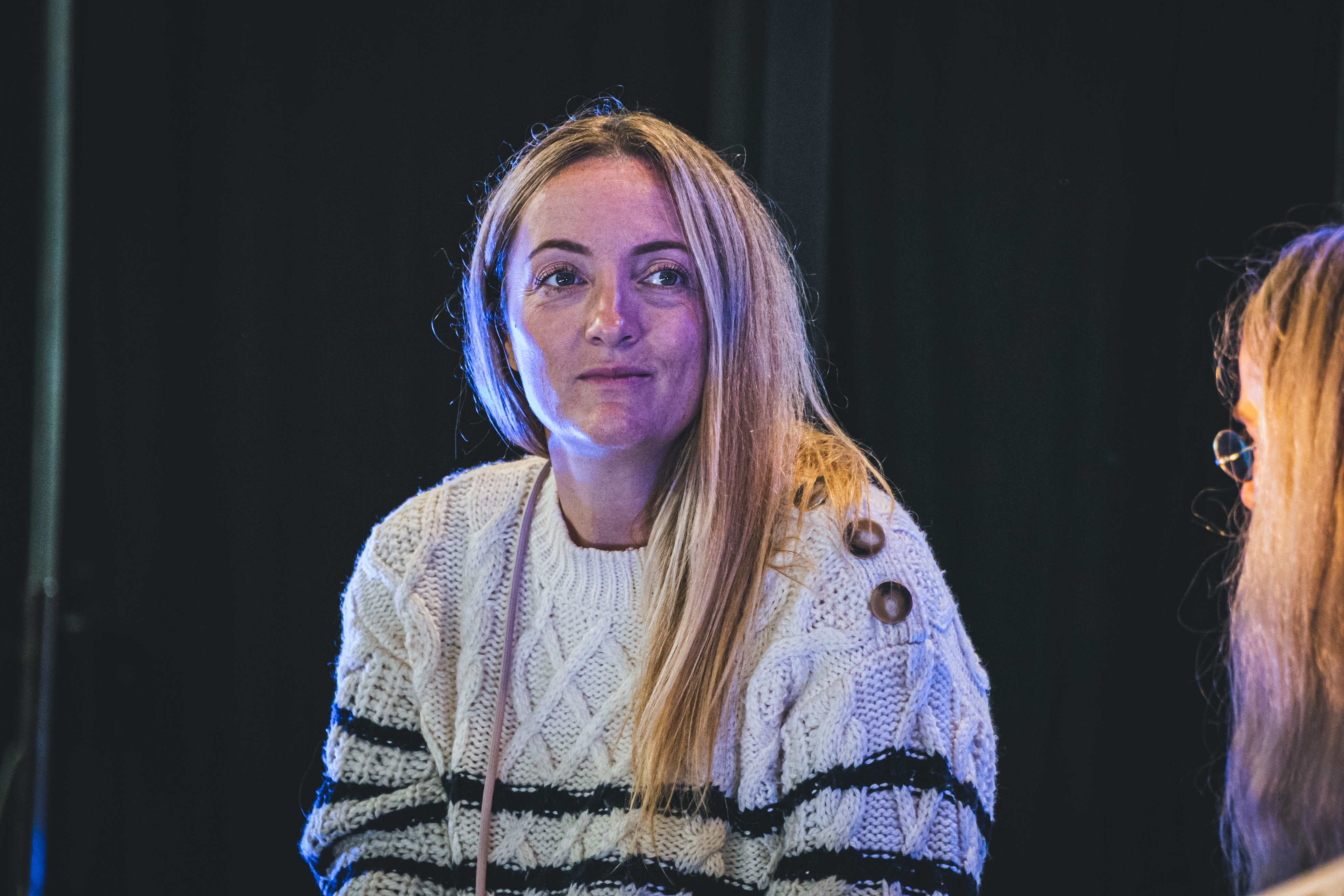
Dorothée Pousséo, 2022

Dorothée Pousséo (* 15. Februar 1979 in Paris) ist eine französische Filmschauspielerin.

## Leben
Die Französin wurde 1979 in Paris geboren. Ihren Durchbruch schaffte sie, als sie in einem Casting des Regisseurs Pierre Boutron auffiel. Pousséo nahm zwölf Jahre lang Schauspielunterricht und führte klassische Tanzkurse an der Oper auf. Seit ihrem 9. Lebensjahr ist sie die reguläre französische Stimme von Ashley Olsen und Mary-Kate Olsen sowie die von Jennifer Finnigan und Margot Robbie.

## Filmografie

### Kino
- 2001: Les Rois mages: Vanessa
- 2013: Mohamed Dubois: Aurélie Fernandez
- 2015: Pourquoi j'ai pas mangé mon père: Myrtille
- 2017: Problemos: Philippine

### Fernsehen
- 1989: Les Compagnons de l'aventure: Michel
- 1996: La Philo selon Philippe: Bernadette
- 2002: Quai no 1 (épisode 24 heures, gare du Nord)
- 2007: Off Prime: Julie
- 2010: Trop la classe verte!: Béatrice
- 2010: Kaeloo: Pretty
- 2010: Les Invincibles, saison 2
- 2013: Y'a pas d'âge, saison 1 (1 épisode)
- 2013: Camping Paradis (saison 5, épisode 3 : Dancing Camping): Karine
- 2013–2014 : Maman & Ich
- 2016: publicité Yoplait Extra
- 2017: Cut ! Saison 5: policière
- 2018: Munch: Mme Fresnoy (saison 2, épisode 4)
- 2018: Craig de la crique : Kelsey